# خوان دي كارفاغال
خوان دي كارفاغال (بالإسبانية: Juan de Carvajal)‏ هو مستكشف وعسكري إسباني، ولد في 1509 في Villafranca del Bierzo ‏ في إسبانيا، وتوفي في 16 سبتمبر 1546 في إل توكويو في فنزويلا.